# Benifallet (kommunhuvudort)
Benifallet är en kommunhuvudort i Spanien.   Den ligger i provinsen Província de Tarragona och regionen Katalonien, i den östra delen av landet, 400 km öster om huvudstaden Madrid. Benifallet ligger 23 meter över havet och antalet invånare är 804.
Terrängen runt Benifallet är huvudsakligen kuperad. Benifallet ligger nere i en dal.Runt Benifallet är det glesbefolkat, med 15 invånare per kvadratkilometer. Närmaste större samhälle är Tortosa, 18,0 km söder om Benifallet. 